# حمله به خلیج خوک‌ها
حمله به خلیج خوک‌ها (به انگلیسی: Bay of Pigs Invasion) که در کوبا از آن به نام La Batalla de Girón یاد می‌شود، یک عملیات نظامی ناموفق بود که توسط آژانس اطلاعات مرکزی آمریکا برای ساقط کردن حکومت کمونیستی فیدل کاسترو در کوبا طراحی شده بود.

## تاریخچه
به دلیل نگرانی از گسترش کمونیسم به مرزهای جغرافیایی آمریکا و به تعبیری حیاط‌خلوت آمریکا ایده سرنگونی دولت کاسترو در ابتدا توسط سازمان سیا در سال ۱۹۶۰ مطرح شد. سازمانی که در ۱۹۴۷ و در فضای جنگ سرد و باهدف مقابله با گسترش کمونیسم تأسیس شد. سیا موظف بود از طریق جاسوسی، جمع‌آوری اطلاعات و انجام عملیات‌هایی همچون کودتا اهداف برون‌مرزی آمریکا را محقق کند. در ۱۷ مارس ۱۹۶۰ طرح کودتا علیه کاسترو از سوی سیا در اختیار شورای امنیت ملی آمریکا قرار گرفت تابه‌تایید آیزنهاور، رئیس‌جمهور برسد. هدف اول این طرح عبارت بود از «سرنگونی کاسترو و جایگزینی فردی نزدیک به آمریکا بدون اینکه نقش ایالات متحده در این مداخله برجسته و آشکار باشد.» روز ۱۸ اوت ۱۹۶۰ آیزنهاور موافقت خود را با اختصاص ۱۳ میلیون دلار برای اجرای یک عملیات آبی-خاکی به استعداد حداقل ۱۵۰۰ نفر اعلام کرد. ولی به دلیل پایان یافتن دوره ریاست جمهوری او عملاً اجرای طرح با اصلاحات جزئی به جان اف کندی واگذار شد. البته مسئولان اصلی طرح یعنی آلن دالس، رئیس سازمان سیا و ریچارد بیسل، معاون او همچنان در سمت خود حضور داشتند. این دو مسئولیت کودتای گواتمالا در سال ۱۹۵۴ را نیز بر عهده داشتند. تجربه موفقیت‌آمیز در اجرای پروژه گواتمالا موجب اطمینان خاطر دالس و بیسل از نتیجه کودتا علیه کاسترو شده بود. با کمک سازمان سیا در ماه مارس سال ۱۹۶۱ کوبایی‌های تبعیدی ساکن در میامی آمریکا «شورای انقلابی کوبا» به رهبری خوزه کاردونا، نخست‌وزیر سابق کوبا را تشکیل دادند. قرار بود پس از حمله و شکست کوبا کاردونا جایگزین کاسترو شود. بلافاصله اجیر کردن نیرو و سازمان‌دهی آن‌ها در قالب تیپ ۲۵۰۶ آغاز شد. آموزش چریکی پیاده‌نظام در پایگاه‌های سیا انجام می‌شد. نیروی‌های چترباز نیز برای یادگیری عملیات هوایی-زمینی به فرودگاهی در گواتمالا منتقل شدند. پس از چندی این دو گروه در پورتوریکو با انجام رزمایش‌های مشترک آبی-خاکی آمادگی و هماهنگی خود را افزایش دادند. علاوه بر رزم فردی، سیا آموزش نحوه استفاده از سلاح‌های سنگین، تانک، خلبانی و نیز عملیات نفوذ از طریق دریا به خشکی را در دستور کار قرار داد. گواتمالا و نیکاراگوئه نیز امکانات و کمک‌های محدودی را در اختیار کودتاچیان قرار دادند ولی حاضر نشدند در عملیات نهایی به‌طور مستقیم شرکت کنند. اتحاد جماهیر شوروی نیز برای کمک به شکل‌گیری ارتش جدید کوبا تعداد محدودی از فرماندهان نظامی خود را برای ایفای نقش مستشاری به این کشور اعزام کرد.
در ۱۷ آوریل ۱۹۶۱ به دستور جان اف. کندی رئیس‌جمهور ایالات متحده آمریکا و با ارزیابی اشتباه سازمان سیا، نیروی ۱۷۰۰ نفری از ضد انقلابیون کوبایی با کمک عوامل سیا در خلیج خوک‌ها در جنوب کوبا پیاده شدند تا با رژیم تازه به قدرت رسیده فیدل کاسترو رهبر کوبا مبارزه و آن را سرنگون نمایند.

### عملیات لو می‌رود
دستگاه امنیتی کوبا از طریق شبکه سری خود، اطلاعات درز کرده در رسانه‌های آمریکایی از آموزش نیروها در میامی از دسیسه‌چینی برای کودتا آگاه شده بود. چند روز قبل از آغاز حمله نیز برخی اقدامات خرابکارانه با هدف ایجاد ناامنی و شورش داخلی مثل آتش زدن چند فروشگاه و حمله به مراکز خرید و کشتن چندین شهروند کوبایی در سطح شهر انجام شد که اخبار به دست آمده از کودتا و قریب‌الوقوع بودن آن را تأیید می‌کرد. سرویس جاسوسی شوروی نیز توانست از طریق شنود و جاسوسی روز دقیق و نحوه حمله را کشف و به کاسترو اطلاع داد.

### آغاز عملیات
در ۱۵ آوریل ۱۹۶۱، ساعت ۶ صبح به وقت کوبا، ۸ جنگنده بی-۲۶ از مقصد نیکاراگوئه در قالب سه گروه به طور همزمان به سه فرودگاه کوبا حمله کردند. دو فرودگاه در نزدیکی هاوانا، پایتخت کوبا و یک فرودگاه در نزدیکی سانتیاگو مورد حمله قرار گرفت. هدف از این عملیات هوایی -که توسط خلبانان تبعیدی کوبایی انجام می‌شد- از کار انداختن نیروی هوایی کوبا و زمینه‌سازی برای حمله نیروهای زمینی و چترباز بود. پیش از آغاز عملیات محل بمباران جنگنده‌ها با پرچم‌هایی مشخص‌شده بود. از ۸ جنگنده بی-۲۶ تنها یک مورد با آتش ضدهوایی ساقط شد و بقیه توانستند تعدادی از زیرساخت‌ها و تجهیزات مشخص‌شده را از بین ببرند. همان روز وزیر خارجه کوبا در سازمان ملل دولت آمریکا را به کودتا علیه دولت کوبا متهم کرد. ولی سفیر آمریکا در سازمان ملل تحت هر شرایطی دخالت در کوبا توسط نیروهای آمریکا را منکر شد و گفت دولت وی تمام تلاش خود را خواهد کرد تا تعرضی از جانب شهروندان آمریکایی به کوبا نشود. کندی نیز در تأیید صحبت‌های سفیر آمریکا در سازمان ملل گفت: «این یک درگیری بین میهن پرستان کوبایی و دیکتاتور حاکم بر این کشور -کاسترو- است. نیروهای مسلح ما به هیچ وجه دخالتی در این حمله نداشته‌اند. اما در این موضوع ما با وطن پرستان کوبایی همدردی می‌کنیم. همین!» به محض انجام دور اول حملات هوایی، پلیس کوبا هزاران نفر از افراد ضدانقلابی و مشکوک به همکاری با مهاجمان را دستگیر و در تئاترها و قلعه‌های کوبا زندانی کرد تا زمینه یک کودتای داخلی را از بین ببرد. روز بعد نیروی هوایی کوبا آماده حمله مجدد جنگنده‌های آمریکایی شد. آن‌ها حداقل ۱۲ جنگنده از نوع T-33، B-26 و Sea Furies را مسلح کرده و آماده نبرد هوا به هوا، هدف‌گیری کشتی‌های حامل نیروی انسانی و تجهیزات و اهداف زمینی شدند. طراحان سیا در ارزیابی‌های خود توان هدف‌گیری کشتی‌ها و تانک‌ها توسط جنگنده‌های هوایی کوبا را محدود می‌دانستند؛ زیرا تصور می‌کردند بخش اعظم توان هوایی کوبا در حملات هوایی از بین رفته‌است. اغراق‌های صورت گرفته در موفقیت‌آمیز بودن عملیات روز اول هرچند توسط عکس‌های هوایی U-2 نقض شد ولی کندی اجازه افزایش ظرفیت حملات هوایی آمریکا را نداد. به دلیل آنکه او می‌ترسید نقش مستقیم آمریکا در این عملیات افشاشده و شوروی در قبال آن دست به اقدام مشابهی در آلمان غربی بزند.
به‌هرحال اواخر روز ۱۶ آوریل سیا دستور انتقال نیروهای تیپ ۲۵۰۶ -که در ۴۰ مایلی کوبا مستقرشده بودند- به محل تعیین‌شده را صادر کرد. با این دستور قرار شد ۴ کشتی باری وظیفه حمل‌ونقل ۱۴۰۰ نیروی نظامی متشکل از ۷ گردان و مقادیر زیادی تسلیحات را بر عهده بگیرند. ناوشکن‌های نیروی دریایی آمریکا نیز موظف بودند به‌طور نامحسوس کشتی‌ها را اسکورت کند. علاوه بر این، گروه ویژه ۸۱٫۸ از یگان نیروی دریایی آمریکا مجهز به ناو هواپیمابر USS Essex، بالگرد شکاری USS Boxer، ناوشکن‌های USS Hank, USS John W. Weeks, USS Purdy و USS Wren و همچنین زیردریایی‌های USS Cobbler and USS Threadfin در جزایر کیمان مجتمع شده بودند.
شب حمله با طراحی سیا، حملات فریبنده به استان Pinar del Río انجام می‌شود تا کودتاچیان بتوانند به دور از توجه کاسترو و انقلابیون کوبا از منطقه خلیج خوک‌ها عملیات اصلی را آغاز کنند. (علت نام‌گذاری این منطقه به خلیج خوک‌ها به دلیل حضور خوک‌های وحشی -گراز- در آنجا بود) دو تن از فرماندهان سیا در ساعت صفر عملیات دستور تخلیه نیروهای انسانی و تجهیزات از کشتی‌ها را صادر کرده و تلاش کردند از طریق دریا به سواحل کوبا نفوذ و کودتا را اجرایی کنند. در جریان آغاز حمله تعدادی از قایق‌ها در اثر برخورد با صخره‌های مرجانی –که توسط طراحان عملیات پیش‌بینی‌نشده بود. - دچار آسیب جدی شده و باعث به تعویق افتادن عملیات شدند. دراین‌بین نیروهای کوبایی مستقر در این منطقه که تعدادشان بسیار اندک بود از برنامه تهاجم مطلع شده و پیش از رسیدن کودتاچیان از طریق رادیو به فرماندهان خود گزارش دادند. با سپیده‌دم خورشید نیروی هوایی کوبا عملیات خود را آغاز و به کشتی‌ها و قایق‌های حامل نیروهای متجاوز حمله کرد. حملات هوایی آسیب جدی به کشتی‌ها وارد کرده و بخش اعظم تسلیحات آن را از بین برد. ولی کشتی‌ها درنهایت به ساحل رسیدند. حملات هوایی با ۴ جنگنده B-26 آغاز شد. بخشی از حملات معطوف به از بین بردن توان نیروی دریایی و زمینی کوبا بود و بخشی دیگر باهدف تسهیل عملیات چتربازها انجام می‌شد. در ساعت ۰۷:۳۰ پنج C-46 و یک C-54 177 چترباز از تیپ ۲۵۰۶ را بر فراز خلیج خوک‌ها تخلیه کرد. محل فرود آمدن نیروهای چترباز جاده‌های استراتژیکی بود که می‌توانست سد راه ارتش کوبا باشد. ساعت ۰۹:۰۰ ارتش کوبا به همراه شبه‌نظامیان به منطقه هلی بورن شده رسیدند. آن‌ها از پشتیبانی زمینی نیروهای زره‌های، تانک‌های T-34 و حملات هوایی T-33 برخوردار بودند. در حملات هوایی نیروی کوبایی موفق شدند ۵ جنگنده هوایی دیگر از سری B-26 را ساقط کرده و عملاً پشتیبانی هوایی نیروهای مهاجم را از بین ببرند. چند جنگنده باقی‌مانده هم بنا به گزارش‌های مختلف شب‌هنگام در اثر شرایط جوی نامساعد سقوط کرد. در عرصه زمینی نیز شبه‌نظامیان کوبایی باوجود صدماتی که از جنگنده‌های متجاوزین دیده بودند پیشروی کرده و به محل پیاده شدن نیروهای متجاوز رسیدند. روز بعد یعنی در ۱۸ آوریل کودتاچیان مجبور به عقب‌نشینی از جاده‌های حساس شده و بعضی از آن‌ها متواری شدند. مهاجمان که درنبرد زمینی در حال شکست بودند با حملات خمپاره‌ای و هوایی غیرنظامیان داخل شهرها را هدف قرار دادند که منجر به تلفات سنگینی شد. بامداد ۱۹ آوریل هواپیماهای C-46 نیروهای زمینی تیپ ۲۵۰۶ را با انواع تجهیزات مسلح کرد. صبح همان روز نیروهای آمریکایی مستقر در جزایر کیمان با به پرواز درآوردن چند جت جنگنده تلاش کردند روحیه نیروهای مهاجم را بالابرده و موجب رعب و وحشت در جبهه نیروهای کوبایی شوند. البته از اقدام نظامی پرهیز می‌کردند. نیروهای زمینی تیپ ۲۵۰۶ بدون پشتیبانی هوایی عملیات نظامی مجدد خود را آغاز کردند. ناوشکن‌های آمریکایی هم به دلیل ترس از هدف‌گیری توسط تانک‌های کوبایی عقب‌نشینی کرده و عملاً نیروهای زمینی هرگونه پشتیبانی خود را از دست دادند. همین عامل موجب شد در ۲۰ آوریل یعنی سه روز پس از آغاز حمله متجاوزان محاصره شوند. در این نبرد سه‌روزه ۱۶۱ نفر از نیروهای کوبایی و ۱۰۷ نفر از نیروهای مهاجم کشته شدند. کاسترو همچنین، موفق شد ۱۱۸۹ نفر از نیروهای مهاجم را به اسارت بگیرد. بسیاری از آن‌ها در ملأ عام بازجویی شده و به زندان‌های کوبا منتقل شدند. فیدل بعدها ۱۱۶۹ اسیر را در ازای دریافت ۲۵ میلیون دلار، غذا و دارو تحویل حکومت ایالات‌متحده آمریکا داد.

### علل شکست این عملیات
این نقشه متکی به مجموعه‌ای از تجزیه‌وتحلیل‌های نادرست و متعصبانه بود. در این تجزیه‌وتحلیل‌ها تأکید شده بود مردم کوبا از سرکوبگری‌های حکومتی و کمبودهای اقتصادی به تنگ آمده‌اند؛ بنابراین، از یک نیروی مهاجم آزادی‌بخش استقبال خواهند کرد. خبرچینان سیا گزارش داده بودند نیروهای مسلح کوبا دچار تفرقه هستند و آن‌ها در پیوستن به قیام عمومی علیه حکومت کوبا هیچ تردیدی نخواهند کرد، اما این اطلاعات نادرست بود. ارزیابی نادرست از موقعیت جغرافیایی، ضعف فرماندهان تیپ ۲۵۰۶ و کم‌کاری در انجام عملیات، ارزیابی نادرست از توان پیاده‌نظام کوبا و نیز نیروی هوایی آن و ضعف سازمان سیا در تجزیه‌وتحلیل اطلاعات از دیگر عوامل شکست این عملیات بودند.

### واکنش‌های سیاسی به شکست
پس از عملیات خلیج خوکها، جان اف کندی سازمان سیا را نهادی بی‌لیاقت دانست که باید به هزار تکه شده و در باد آن را پخش کرد. رئیس‌جمهوری ایالات‌متحده آمریکا که نمی‌خواست از چشم مأموران پنتاگون و سیا ضعیف به نظر بیاید مجبور شد عملیات براندازی رژیم فیدل کاسترو را تأیید کند. شکست در این عملیات موقعیت رهبری کاسترو را مستحکم کرد. علاوه بر این او را به شوروی نزدیک کرد. هرچند کاسترو هرگونه ارتباط انقلاب کوبا با نهضت‌های کمونیستی را نفی می‌کرد ولی حاضر بود در قبال مبارزه با آمریکا با شوروی متحد بشود. فیدل کاسترو پس از پیروزی با خوشحالی فراوان از رادیو اعلام کرد: «مهاجمان نابود شدند. انقلاب در کمتر از ۷۲ ساعت ارتشی را که حکومت امپریالیست ایالات متحده طی چندین ماه سازمان‌دهی کرده بود نابود کرد.» چه‌گوارا هم چند ماه بعد از شکست آمریکایی‌ها درنبرد خلیج خوک‌ها در جریان کنفرانسی بین‌المللی به فرستاده کندی گفت: «از شما متشکریم. ما به لطف شما موفق شدیم در یک مقطع زمانی بسیار دشوار، انقلاب مان را مستحکم کنیم.»
چالمرز جانسن در کتاب برچیدن امپراتوری می‌نویسد:

فضاحتی که سی.آی. اِی در خلیج خوکها در کوبا به وجود آورده بود باعث شد که پنتاگون سرخورده شود و یک آژانس اطلاعات دفاعی ایجاد کند تا با این روش بتواند آماتور بودن برخی از کارکنان سازمان سی.آی. اِی را زیر نظر داشته باشد. از این رو به سوی به‌کارگیری ابزارهای جاسوسی ماهواره‌ای روی آورد.